# Upgo
Upgo of Ubbega (ook Ubbena genoemd) is een streek in de Nederlandse provincie Groningen.
Het ligt ten noorden van de stad Groningen en aan de oostoever van het Reitdiep. Van oorsprong was het een van de onderkwartieren van Hunsingo. Tot Ubbega behoorden vanouds de kerspelen Adorp, Bellingeweer, Harssens, Onderwierum, Sauwerd, Westerdijkshorn, Wetsinge en Winsum, grotendeels samenvallend met de voormalige gemeenten Adorp en Winsum. In de 17e en 18e eeuw rekende men Westerdijkshorn en Onderwierum bij Innersdijk. Samen met het onderkwartier Halfambt vormde Ubbega tussen 1659 en 1749 het onderkwartier Halfambtsteradeel.
De landbouwstatistiek van 1912 rekende het hele Reitdiepgebied (met inbegrip van de voormalige gemeenten Aduard, Groningen, Hoogkerk en Noorddijk) tot de Centrale Weidestreek. Sinds 1991 maakt het deel uit van het Centraal Weidegebied.